# 日野川

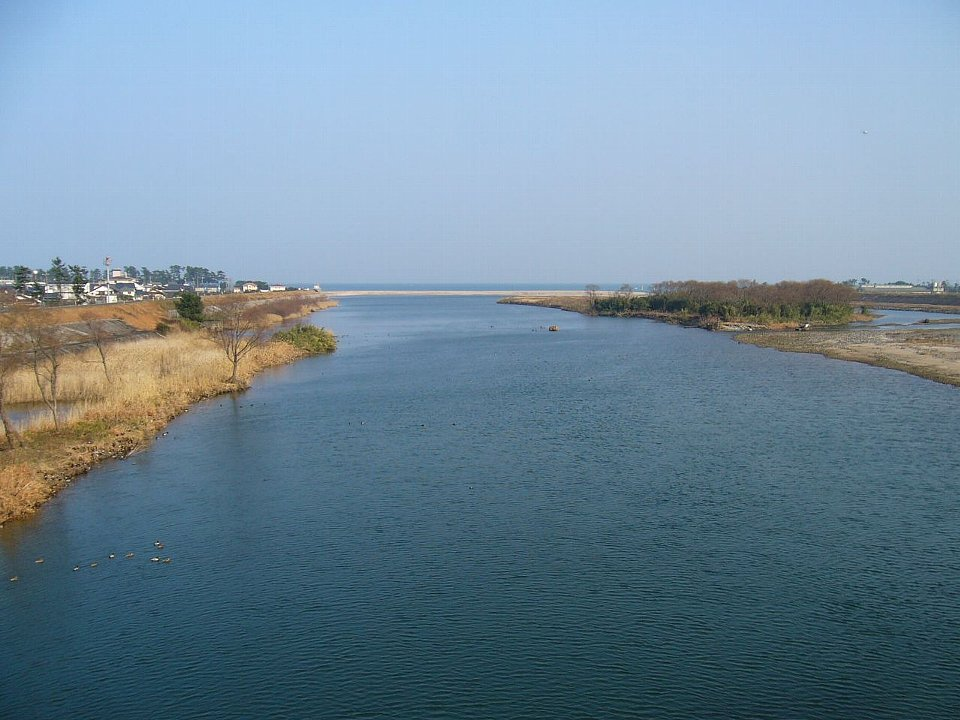
米子市皆生新田の皆生大橋から河口方向

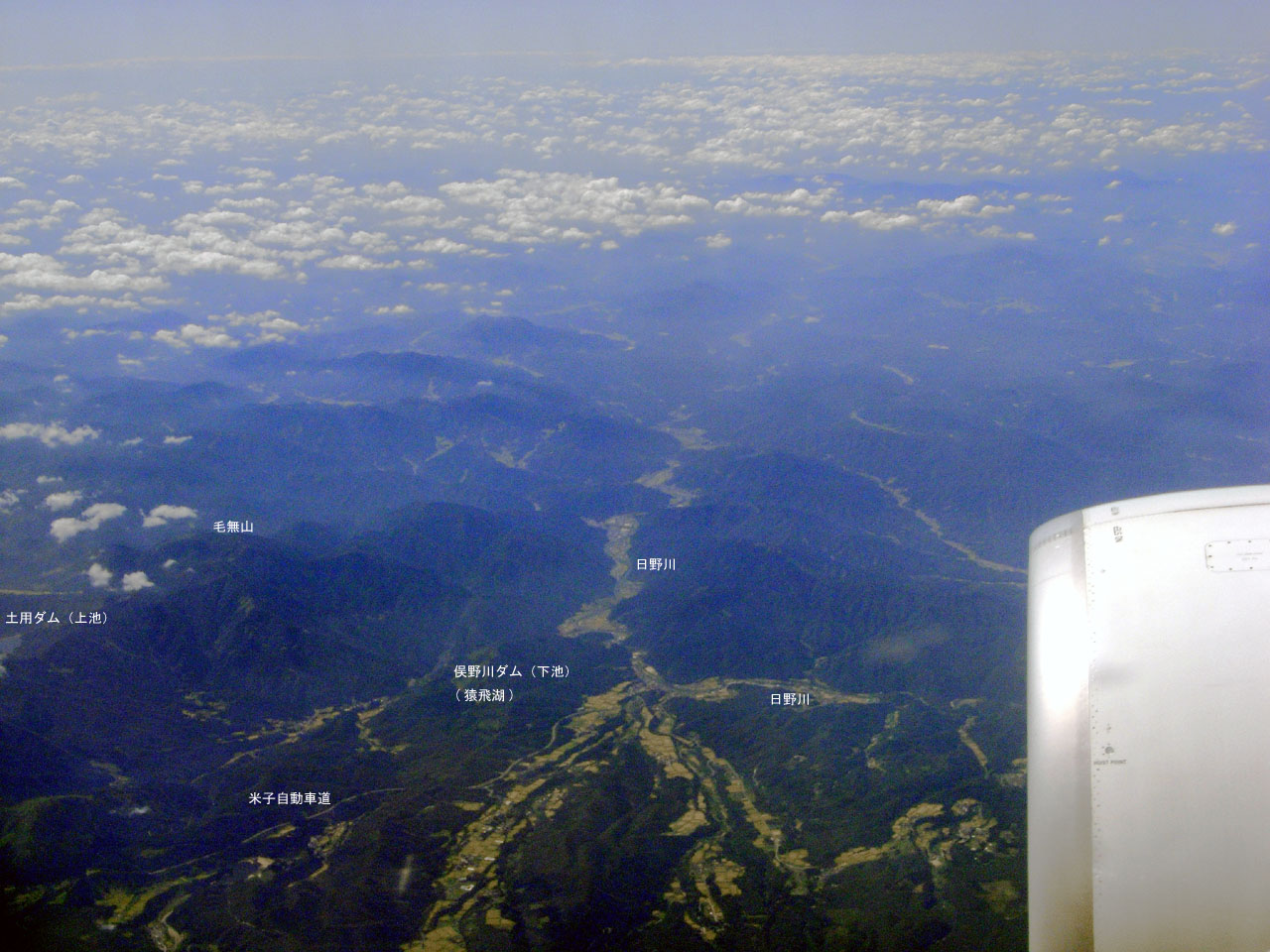
日野川上流にある俣野川発電所の上池（土用ダム湖）と下池（猿飛湖）
2007年9月19日撮影

日野川（ひのがわ）は、鳥取県の西部を流れ、美保湾に注ぐ一級河川日野川水系の本川である。

## 地理
日野郡日南町の三国山(標高1004m)に源を発し、東北東に向かって流れる。大山の麓にある江府町からは北北西に流路を変え、米子市及び西伯郡日吉津村の境界から美保湾に注ぐ。流域内人口はおよそ60,000人である。

## 名前
「日野郡」と同じく語源については諸説があり、定かではない。
- 『出雲国風土記』大原郡斐伊郷の条に、「樋速日子命がここに住んだので樋（ひ）という」とあり、出雲・伯耆両国境の鳥髪山（船通山）付近を源とし、出雲国を流れるのが「斐伊川」、伯耆国を流れるのが「日野川」とする説がある[1]。簸之川とも書いた[2]。
- 「日野神社の所在地」または「日野氏の居住地」などに由来する説もあるが、『日野郡史』によると川の名前が先であることが明白であり、信憑性が低い[3]。

ヤマタノオロチが住む「ひの川」は島根県の斐伊川ではなく、この川だという説もある。

## 歴史
江戸時代には鉄穴流しが栄えた。また、各地で河童を退治したという伝説が残されている。

## 流域の自治体
鳥取県
日野郡日南町、日野町、江府町、西伯郡伯耆町、米子市、西伯郡日吉津村

## 主な支流
- 印賀川（日野郡日南町、日野郡日野町）
- 法勝寺川（西伯郡南部町、米子市）

## 並行する交通

### 鉄道
- JR西日本伯備線（生山駅～岸本駅間約37km）

### 道路
- 国道183号
- 国道180号
- 国道181号
- 米子自動車道

## 主な橋梁
- 皆生大橋 - 国道431号線
- 新日野橋 - 国道9号線
- 日野橋
- （山陰本線）
- 米子大橋 - 山陰自動車道
- 八幡橋 - 県道160号線
- 伯耆橋（ほうきばし） - 県道316号線
- 伯耆大橋 - 国道181号線（岸本バイパス）
- 三和橋
- 華翠橋
- 鬼守橋 - 県道1号線
- 楽楽福橋
- 昭和橋
- （伯備線）
- （伯備線）
- 鉄穴橋
- 久連橋
- 夜振橋
- 洲河崎橋
- 洲河崎大橋
- 下安井橋
- 舟場橋 - 県道35号線
- （伯備線）
- 野田橋
- 津地橋
- 安原橋
- 下榎橋
- （伯備線）
- 根妻橋
- （伯備線）
- 下黒坂橋 - 県道286号線
- 近江橋
- 黒坂橋 - 県道46号線
- （伯備線）
- 新黒坂橋 - 国道180号線
- 近江橋
- 乗越橋 - 国道180号線
- 上菅橋
- 漆原橋
- 荒神原橋 - 国道180号線
- 第七日野川橋梁（伯備線）
- 福長橋
- 諏訪橋 - 国道183号線
- つつじ橋 - 国道183号線
- さくら橋 - 国道183号線
- 桜原橋
- 生山大橋 - 国道183号線
- 生山橋 - 県道8号線
- 旧生山橋（通行止め）
- 第八日野川橋梁 （伯備線）
- こぶし橋 - 国道183号線（生山道路）
- 北の原橋
- 北の原橋
- 霞橋 - 県道8号線
- 権現橋
- （無名橋）
- 寄間橋
- 弓場橋
- 矢戸橋 - 県道9号線
- 三本杉橋
- 大森橋
- 入沢田橋 - 国道183号線（生山道路）
- 吉場橋
- 駄渡橋
- 力谷橋
- 稲積橋
- 栄田橋
- 第一多里橋
- 第二多里橋
- 小森橋
- 内方橋